# Brookesena neozelanica
Brookesena neozelanica is een slakkensoort uit de familie van de Mathildidae. De wetenschappelijke naam van de soort is voor het eerst geldig gepubliceerd in 1908 door Suter.